# Poritipora paliformis
Poritipora paliformis är en korallart som beskrevs av Veron 2002. Poritipora paliformis ingår i släktet Poritipora och familjen Poritidae. IUCN kategoriserar arten globalt som sårbar. Inga underarter finns listade i Catalogue of Life.